# Mesto

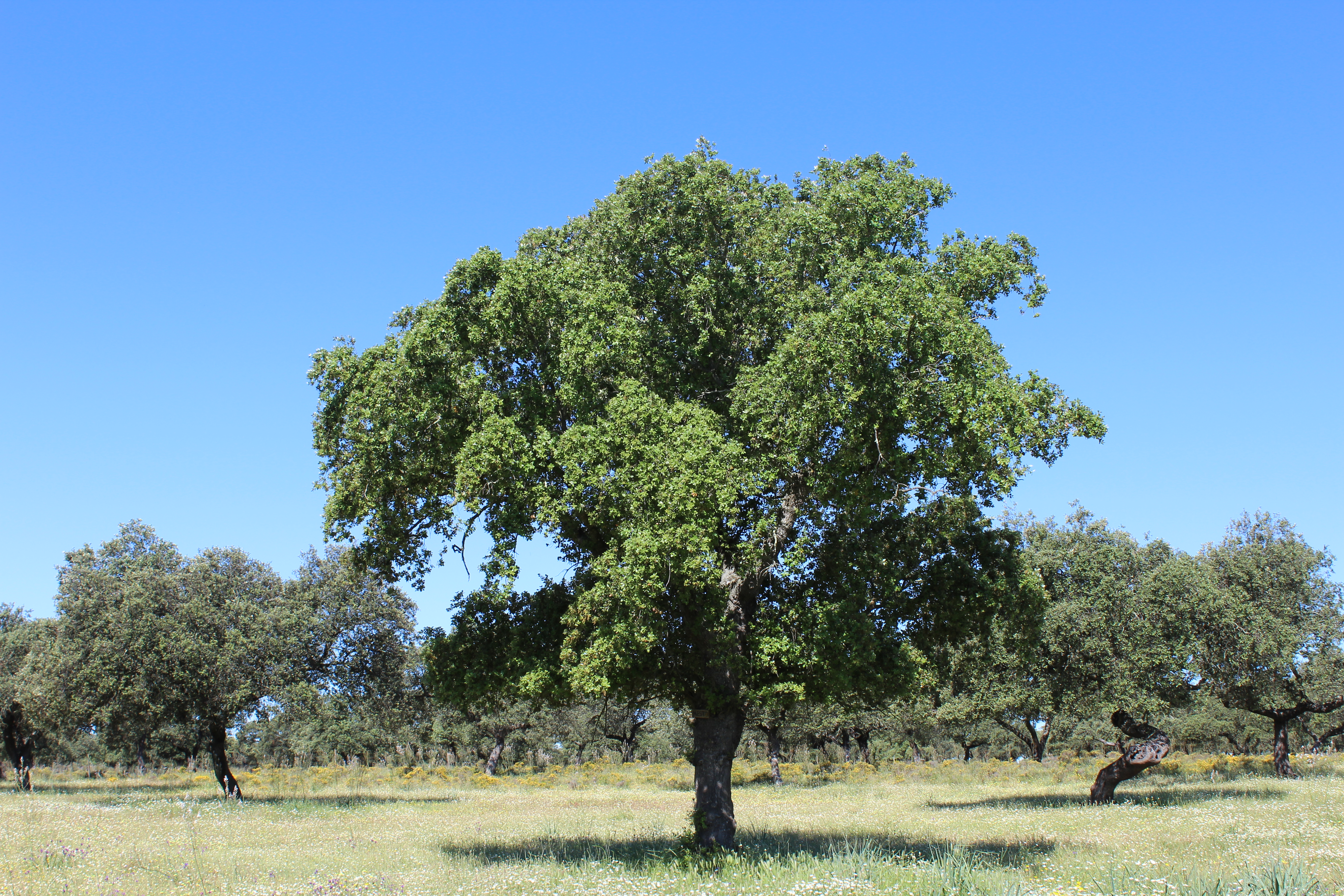
Mesto en la Dehesa Cabeza Rubia en Badajoz-Extremadura.

Un mesto es un híbrido o mezcla entre dos especies del género Quercus. Principalmente entre encina (Quercus ilex) y alcornoque (Quercus suber) (Quercus x morisii Borzi, Quercus x mixta Villalobos ex Colmeiro, Quercus ilex l. x Quercus suber L.), o bien, entre encina y roble. Suele presentar características comunes de ambas especies (por ejemplo, tronco con más corcho que una encina pero menos que el alcornoque).
- Datos: Q15339963
- Especies: Quercus × morisii